# ヘリザウ
ヘリザウ（Herisau）は、スイス・アッペンツェル・アウサーローデン準州にある基礎自治体 ( ベツィルク ) で、同準州の州都である。ただし地方政府と議会はあるが、裁判所はトローゲンにある。
中央広場周辺の村落と家々、1580年に建てられたプロテスタントの教会、1737年に建てられたWetterとzur Roseの家、Schwänberg 村落、準州の記録保管所が併設された地方政府庁舎は国の重要文化財に登録されている。

## 歴史
ヘリザウが最初に記録に登場したのは837年で、教会は907年に記録が残っている。1084年にザンクト・ガレン修道院周辺での戦闘で、街は破壊された。1248年と1249年に修道院が住民に忠誠誓わせるために再び街は破壊された。1401年街はアッペンツェルの他の地域と提携を結んだ。
1517年と1518年の間、修道院からの自治をようやく獲得した。タウンホールが1601年に建てられた。1606年、街は大火で大きな損害を受けた。1648年Schwellbrunn地区が分離し、独立した村となった。1798年と1803年の間、街は当時存在したSäntis州の州都であった。

## 経済
ヘリザウは東スイスの中心に位置している。1537年に商業・貿易の重要拠点として設立された。

## 出身者
- ルート・ヴァルトブルゲール（ヴァルトブルガー） - 映画プロデューサー
- パウル・ギーガー - バイオリニスト、作曲家